# Tanel Kiik
Tanel Kiik, född 23 januari 1989, är en estnisk statsvetare och socialliberal politiker för Estniska centerpartiet. Från 26 januari 2021 var han Estlands hälso- och arbetsmarknadsminister i regeringen Kaja Kallas I. Han var från 29 april 2019 till 26 januari 2021 socialminister i Jüri Ratas andra regering.